# 烹飪節目

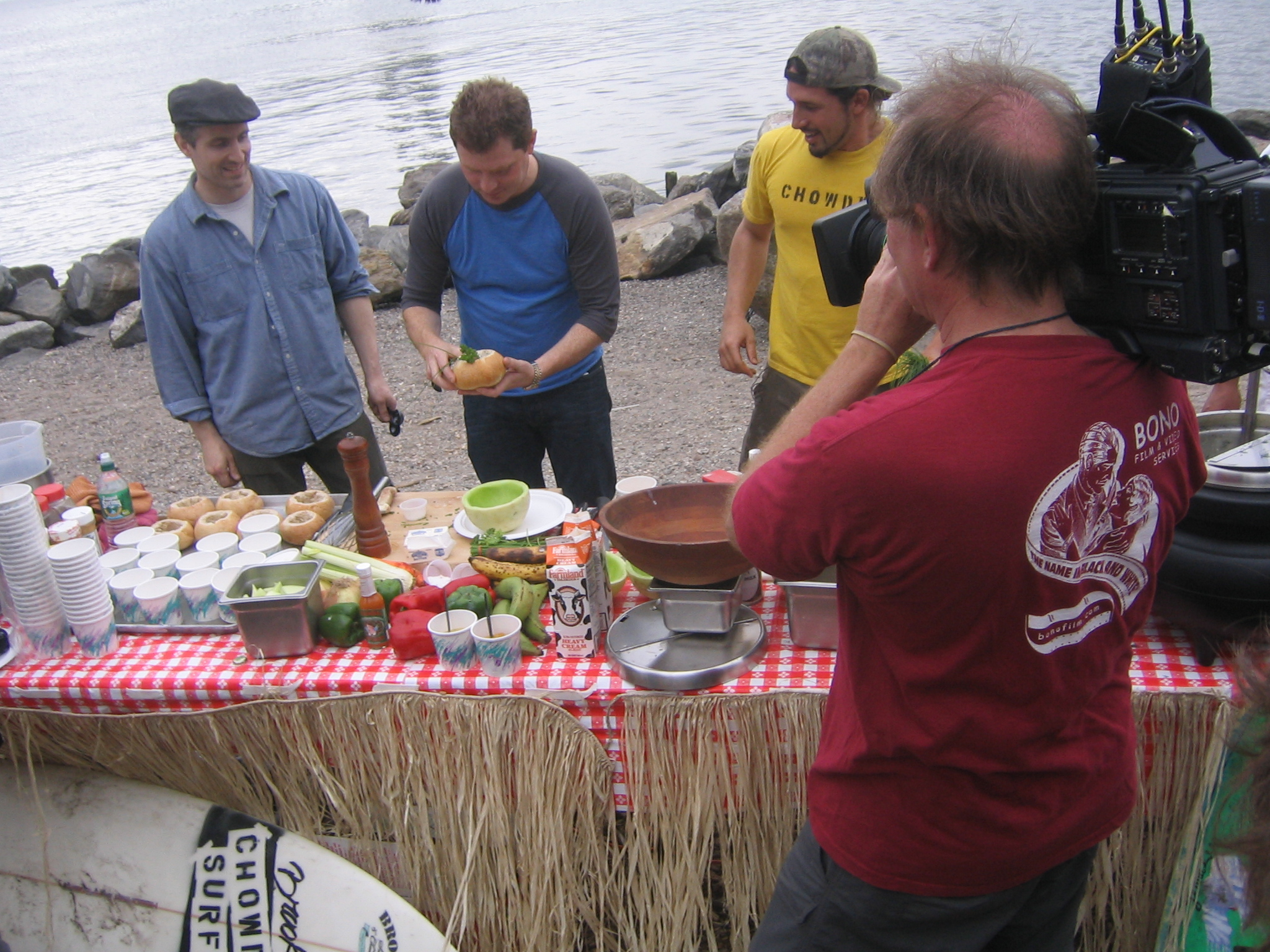
烹飪節目於戶外取景的片段錄製。

烹飪節目是電視、電台的廣播節目類型，對象觀眾和聽眾主要是家庭主婦等，在節目中主持人或嘉賓示範烹飪，可能由買餸選料講起，廚藝、營養學都可能提及。烹飪節目的目的是教烹飪，與周遊列國，上訪著名食肆，見識異國飲食文化不一樣，後者稱為飲食節目。烹飪節目多數是電視台廠景，佈景為廚房一個。不過，烹飪節目仍可能加插出外景教烹飪的片段。

## 經典烹飪節目主持人
- 香港:方任利莎、李曾鵬展、李錦聯
- 台灣:傅培梅、馬均權、林美慧、阿基師、詹姆士
- 美國:茱莉亞·柴爾德、安東尼·波登、甄文達
- 英國:戈登·拉姆齊、傑米·奧利佛
- 泰國:沙馬·順達衛